# Ralph Wenninger
Rudolf Wenninger, dit Ralph Wenninger, est un militaire allemand qui fut commandant de U-Boot pendant la Première Guerre mondiale et général dans la Luftwaffe pendant la Seconde Guerre mondiale.

## Biographie
Wenninger est le fils du lieutenant général bavarois Karl von Wenninger. 

## La Première Guerre mondiale
Il rejoint les U-boot en décembre 1914.
Il devient prisonnier de guerre le 22 avril 1918. Il coula au total 97 navires pour un tonnage total de 100 306 t.

## L'Entre-deux-guerres
Après la Première Guerre mondiale, il fait partie d'un corps franc le 3e Marinebrigade constituée le 1er mars 1919 par le Korvetten Kapitän Wilfried von Loewenfeld.

## La Seconde Guerre mondiale
Après avoir intégré la Luftwaffe en 1935, il devient général le 1er novembre 1940. Il décède en Italie le 13 mars 1945 dans des circonstances inconnues.